# Selección de fútbol de País Sículo
La selección de fútbol de País Sículo (en húngaro: Székely labdarúgó-válogatott) es el equipo que representa a País Sículo en competiciones de fútbol. No pertenecen ni a la FIFA ni a la UEFA, y por lo tanto no pueden participar en los torneos que estos organizan. Sin embargo es miembro de ConIFA.

## Historia
En 2013, la Asociación de Fútbol de País Sínculo fue fundada en Budapest, Hungría y fue admitida por la NF-Board después de las iniciativas hechas por Kristóf Wenczel, abogado con antecedentes deportivos que sirve como presidente de la asociación y asesor legal de algunos jugadores de fútbol húngaros que jugaron en el equipo nacional. Sin embargo, la NF-Board se disolvió ese mismo año. Desde ese entonces, la ConIFA gestiona gran parte de las selecciones miembro de NF-Board, incluyendo la selección de País Sículo.

## Estadísticas

### Copa Mundial de ConIFA
| Año   | Posición         | PJ               | PG               | PE               | PP               | GF               | GC               |
| ----- | ---------------- | ---------------- | ---------------- | ---------------- | ---------------- | ---------------- | ---------------- |
| 2014  | No participó     | No participó     | No participó     | No participó     | No participó     | No participó     | No participó     |
| 2016  | 9.º              | 4                | 2                | 0                | 2                | 17               | 7                |
| 2018  | 4.º              | 6                | 3                | 1                | 2                | 16               | 7                |
| 2020  | Evento cancelado | Evento cancelado | Evento cancelado | Evento cancelado | Evento cancelado | Evento cancelado | Evento cancelado |
| Total | 2/4              | 10               | 5                | 1                | 4                | 33               | 14               |

### Copa Europa de ConIFA
| Año   | Posición       | PJ             | PG             | PE             | PP             | GF             | GC             |
| ----- | -------------- | -------------- | -------------- | -------------- | -------------- | -------------- | -------------- |
| 2015  | 6.º            | 3              | 0              | 0              | 3              | 5              | 10             |
| 2017  | 3.º            | 5              | 2              | 1              | 2              | 9              | 7              |
| 2019  | 8.º            | 5              | 0              | 1              | 4              | 5              | 16             |
| 2021  | Por disputarse | Por disputarse | Por disputarse | Por disputarse | Por disputarse | Por disputarse | Por disputarse |
| Total | 3/3            | 13             | 2              | 2              | 9              | 19             | 33             |

### Hungary Heritage Cup
| Año   | Posición | PJ | PG | PE | PP | GF | GC |
| ----- | -------- | -- | -- | -- | -- | -- | -- |
| 2016  | 4.º      | 2  | 0  | 1  | 1  | 3  | 5  |
| Total | 1/1      | 2  | 0  | 1  | 1  | 3  | 5  |

## Partidos

### Copa Mundial de Fútbol de ConIFA
| Fecha              | Estadio                    | Lugar                  |             | Rival              | Resultado      |
| ------------------ | -------------------------- | ---------------------- | ----------- | ------------------ | -------------- |
| 29 de mayo de 2016 | Estadio Dínamo             | Sujumi, Abjasia        | País Sículo | Kurdistán          | 0-3            |
| 30 de mayo de 2016 | Estadio Dínamo             | Sujumi, Abjasia        | País Sículo | Coreanos en Japón  | 0-1            |
| 2 de junio de 2016 | Estadio Daur Akhvlediani   | Gagra, Abjasia         | País Sículo | Recia              | 7-0            |
| 3 de junio de 2016 | Estadio Daur Akhvlediani   | Gagra, Abjasia         | País Sículo | Somalilandia       | 10-3           |
| 31 de mayo de 2018 | Coles Park                 | Haringey, Inglaterra   | País Sículo | Tuvalu             | 4-0            |
| 2 de junio de 2018 | Coles Park                 | Haringey, Inglaterra   | País Sículo | Matabelelandia     | 5-0            |
| 3 de junio de 2018 | Bedfont Recreation Ground  | Bedfont, Inglaterra    | País Sículo | Padania            | 1-3            |
| 5 de junio de 2018 | Hayes Lane                 | Bromley, Inglaterra    | País Sículo | Armenia Occidental | 4-0            |
| 7 de junio de 2018 | Colston Avenue             | Carshalton, Inglaterra | País Sículo | Kárpátalja         | 2-4            |
| 9 de junio de 2018 | Queen Elizabeth II Stadium | Enfield, Inglaterra    | País Sículo | Padania            | 0-0 (pen. 4-5) |

### Copa Europa de Fútbol de ConIFA
| Fecha               | Estadio                    | Lugar                               |             | Rival              | Resultado |
| ------------------- | -------------------------- | ----------------------------------- | ----------- | ------------------ | --------- |
| 17 de junio de 2015 |                            | Hungría                             | País Sículo | Niza               | 2-3       |
| 18 de junio de 2015 |                            | Hungría                             | País Sículo | Felvidék           | 1-3       |
| 19 de junio de 2015 |                            | Hungría                             | País Sículo | Pueblo Gitano      | 2-4       |
| 5 de junio de 2017  | Dr. Fazıl Küçük Stadium    | Famagusta, Chipre del Norte         | País Sículo | Felvidék           | 0-1       |
| 6 de junio de 2017  | Dr. Fazıl Küçük Stadium    | Famagusta, Chipre del Norte         | País Sículo | Padania            | 1-1       |
| 7 de junio de 2017  | Mete Adanır Stadium        | Kyrenia, Chipre del Norte           | País Sículo | Ellan Vannin       | 4-2       |
| 9 de junio de 2017  | Estadio Atatürk de Nicosia | Nicosia del Norte, Chipre del Norte | País Sículo | Chipre del Norte   | 1-2       |
| 10 de junio de 2017 | Mete Adanır Stadium        | Kyrenia, Chipre del Norte           | País Sículo | Abjasia            | 3-1       |
| 2019                |                            | Nagorno Karabaj                     | País Sículo | Padania            | 0-4       |
| 2019                |                            | Nagorno Karabaj                     | País Sículo | Armenia Occidental | 0-5       |
| 2019                |                            | Nagorno Karabaj                     | País Sículo | Osetia del Sur     | 2-2       |
| 2019                |                            | Nagorno Karabaj                     | País Sículo | Artsaj             | 1-2       |
| 2019                |                            | Nagorno Karabaj                     | País Sículo | Laponia            | 2-3       |

### Hungary Heritage Cup
| Fecha               | Estadio | Lugar   |             | Rival      | Resultado      |
| ------------------- | ------- | ------- | ----------- | ---------- | -------------- |
| 1 de agosto de 2016 |         | Hungría | País Sículo | Délvidék   | 1-3            |
| 3 de agosto de 2016 |         | Hungría | País Sículo | Kárpátalja | 2-2 (pen. 3-5) |

### Amistosos
| Fecha | Estadio | Lugar                    |             | Rival      | Resultado |
| ----- | ------- | ------------------------ | ----------- | ---------- | --------- |
| 2014  |         | Beregovo, Ucrania        | País Sículo | Kárpátalja | 5-0       |
| 2014  |         | Sfântu Gheorghe, Rumania | País Sículo | Recia      | 3-0       |

## Entrenadores
| N.º     | Entrenador   | Periodo   | Partidos jugados | Ganados | Empatados | Perdidos | Porcentaje |
| ------- | ------------ | --------- | ---------------- | ------- | --------- | -------- | ---------- |
| 1       | Bajko Barna  | 2014-2017 | 16               | 6       | 2         | 8        | 37.50%     |
| 2       | Róbert Ilyés | 2018-2020 | 11               | 3       | 2         | 6        | 27.27%     |
| Totales | Totales      | Totales   | 27               | 9       | 4         | 14       | 33.33%     |